# Meu Sonho
Cordel de autoria de Antônio Francisco Teixeira de Melo, cordelista brasileiro.

## Análise
É uma obra que contém traços impressionistas e surrelistas, nos quais o autor recorre ao sonho para passar uma mensagem moral e social, numa preocupação com o comportamento humano e sua interação com o meio em que vive.
O poema é composto por 37 estrofes de seis versos cada uma. É utilizado o verso heptassílabo e rimas alternadas.

## Sinopse
Na história, o narrador, em sua casa, dorme e sonha. Acorda em um mundo muito bonito, repleto de coisas boas, crianças ajudando os animais, homens valorizando as árvores e a vegetação.
A partir daí, inicia- se a comparação com o planeta Terra. Há uma cidade chamada "Felicidade", que possui um "Hospital do Coração", no qual são curadas todas as "doenças da alma". 
Há a valorização do homem simples, representada na estátua central da cidade, que retrata um camponês com uma enxada na mão, e do cidadão generoso que pratica a caridade. Eis o trecho:
"Quando chegamos na praça/ Eu parei, passei a mão/ Numa estátua de ouro/ Parecida com Sansão/ Só que em vez de uma queixada,/ Era uma enxada não mão.
Eu perguntei para o homem/ É de um parlamentar?/ Ele me respondeu/ Com um sorriso no olhar:/ É de um agricultor,/ O nosso herói popular."
No final, o narador acorda com o objetivo de transformar o nosso mundo. 
"Acordei para chorar/ Debruçado no meu leito,/ Daquele sonho pra cá,/ Nunca mais dormi direito./ Ora tentando esquecer,/ Ora pensando em fazer/ O mundo daquele jeito."